# Mario Luigi Ciappi

Kardinalswappen von Mario Luigi Ciappi

Mario Luigi Kardinal Ciappi OP (* 6. Oktober 1909 in Florenz, Italien; † 23. April 1996 in Rom) war ein Kurienkardinal der römisch-katholischen Kirche und päpstlicher Haustheologe.

## Leben
Nach dem Studium der Katholischen Theologie und Philosophie empfing Mario Luigi Ciappi am 26. März 1932 in Rom das Sakrament der Priesterweihe. Bereits 1925 war er dem Dominikanerorden beigetreten. Anschließend übte er verschiedene Funktionen an der Kurie aus. 1955 wurde ihm der Titel eines päpstlichen Haustheologen verliehen.
Papst Paul VI. ernannte Ciappi am 10. Juni 1977 zum Titularbischof von Misenum. Die Bischofsweihe spendete ihm am 18. Juni desselben Jahres der Kardinalpräfekt der Apostolischen Signatur, Dino Kardinal Staffa, in der Basilika Santa Maria sopra Minerva; Mitkonsekratoren waren der Sekretär der Kongregation für die Glaubenslehre, Kurienerzbischof Jean Jérôme Hamer, und der Bischof von Ventimiglia, Angelo Raimondo Verardo. Kurz darauf, am 27. Juni 1977, im letzten Konsistorium unter Paul VI. wurde er als Kardinaldiakon mit der Titeldiakonie Nostra Signora del Sacro Cuore in das Kardinalskollegium aufgenommen. Er nahm am Konklave vom August 1978 teil, das Papst Johannes Paul I. wählte; ebenso am Konklave vom Oktober 1978 teil, das Papst Johannes Paul II. wählte. Am 22. Juni 1987 optierte er auf die Titelkirche Sacro Cuore di Gesù agonizzante a Vitinia und wurde zum Kardinalpriester erhoben.
Er starb 1996 und wurde in Rom auf dem Campo Verano bestattet.